# Liste de films tournés à Strasbourg
 (août 2012).
Si vous disposez d'ouvrages ou d'articles de référence ou si vous connaissez des sites web de qualité traitant du thème abordé ici, merci de compléter l'article en donnant les références utiles à sa vérifiabilité et en les liant à la section « Notes et références ».
Ceci est une liste de longs métrages tournés ou comportant des scènes tournées à Strasbourg.

## Liste des films

### Documentaire
- 1999: Totality
- 2000: Le Premier du nom
- 2001: Le Tour d'Uderzo
- 2004: John Howe: There and Back Again
- 2005: Albert II de Monaco, le prince méconnu
- 2007: Tragedia Endogonidia
- 2008: Dor
- 2008: D'une seule voix
- 2008: Andi Sex Gang: Live at Heaven's Gate
- 2008: Ettore Spalletti
- 2009: L'Affaire du faux poisson
- 2012: Tomi Ungerer : L'esprit frappeur

### Télévision

#### Téléfilm
- 2006: Le Temps de la désobéissance
- 2007: Das zweite Leben
- 2008: La Résistance
- 2008: Un vrai papa Noël
- 2008: Le Septième Juré
- 2009: Blackout
- 2009: Les Bâtisseurs de la cathédrale
- 2010: Les Châtaigniers du désert
- 2012: Le Défi des bâtisseurs, la cathédrale de Strasbourg
- 2014: Famille et Turbulences
- 2017 : Vivre sans eux
- 2018 : Le Jour où j'ai brûlé mon cœur
- 2018 : La Forêt d'argent

#### Série télévisée
- 1977 : Tatort
- 1981 : Malou
- 1982 : Year of the French
- 1988 : Lorentz & Söhne
- 1992 : Cousin William
- 1993 : Der Wunderapostel
- 1996 : Ärzte
- 1996 : Bilderbuch Deutschland
- 1999 : Une femme d'honneur
- 2002 : The Adventure of English
- 2003 : City and Crimes
- 2005 : Télé la question
- 2005 : Coach Trip
- 2007 : Empreintes
- 2008 : Rien de 9
- 2009 : Les Invincibles
- 2011 : Xanadu
- 2015 : Une famille formidable (saison 12)
- 2016 : Capitaine Marleau (saison 1 épisode 4)
- 2017 : Aux animaux la guerre
- 2018 : J'ai 2 amours
- 2019 : Parlement
- 2019  : Über die Grenze
- 2020 : Disparition inquiétante
- 2020 : En quête de vérité
- 2020 : Une affaire française
- 2021 : César Wagner (épisodes 4 et 5)

### Cinéma
- 1932 : Friederike
- 1958 : Le Bal des maudits
- 1969 : L'Auvergnat et l'Autobus
- 1971 : L'Albatros
- 1976 : Monsieur Klein
- 1977 : Julia
- 1982 : Enigma
- 1984 : Retenez-moi... ou je fais un malheur !
- 1990 : The Radicals
- 1990 : Schweitzer
- 1995 : L'Âge des possibles
- 1998 : L'Inconnu de Strasbourg
- 1999 : Les passagers
- 2006 : Indigènes
- 2007 : Dans la ville de Sylvia
- 2011 : Tous les soleils
- 2011 : Sherlock Holmes : Jeu d'ombres
- 2011 : Puppe, Icke & der Dicke
- 2014 : Qu'Allah bénisse la France
- 2016 : Baden Baden
- 2017 : L'Autre Continent
- 2017 : Un amour impossible
- 2018 : Les crevettes pailletées
- 2018 : Un homme abîmé
- 2019 : Mon légionnaire
- 2020 : Les couleurs de l'incendie